# Henrique Fleiuss (militar)
Henrique Fleiuss GCA (Rio de Janeiro, 1 de setembro de 1904 — Rio de Janeiro, 15 de abril de 1988) foi um militar brasileiro.

## Biografia
É filho do historiador Max Fleiuss e de Maria Luísa de Campos Negreiros Fleiuss. É neto do ilustrador e caricaturista Henrique Fleiuss.
Entre 20 de Março de 1956 e 30 de Julho de 1957 foi ministro da Aeronáutica no governo  Juscelino Kubitschek.
Em 17 de maio de 1958 foi agraciado com a Grã-Cruz da Ordem Militar de Avis de Portugal.

## Promoções Militares
- 23 de Abril de 1920: praça
- 3 de Janeiro de 1924: guarda-marinha
- 31 de Dezembro de 1924: segundo-tenente
- 13 de Janeiro de 1927: primeiro-tenente
- 7 de Agosto de 1930: capitão-tenente
- 2 de Maio de 1935: capitão-de-corveta
- 20 de Novembro de 1941: tenente-coronel
- 1 de Setembro de 1944: coronel
- 18 de Setembro de 1950: brigadeiro
- 26 de Agosto de 1958: major-brigadeiro
- 13 de Março de 1963: tenente-brigadeiro